# Maison située 9 rue Ljube Nešića à Zaječar
La maison située 9 rue Ljube Nešića à Zaječar (en serbe cyrillique : Кућа у Зајечару у ул. Љубе Нешића бр. 9 ; en serbe latin : Kuća u Zaječaru u ul. Ljube Nešića br. 9) se trouve à Zaječar, en Serbie. Elle est inscrite sur la liste des monuments culturels protégés de la république de Serbie (identifiant no SK 2069),.

## Présentation
Aujourd'hui située 9 rue Pirotska, la maison tire son importance du fait qu'elle a vu naître le héros national Ljubomir Nešić (1918-1941).